# Leopold I Babenberg
Leopold I Babenberg (ur. ok. 940, zm. 10 lipca 994 w Würzburgu) – margrabia Marchii Austriackiej w latach 976–994. Założyciel dynastii Babenbergów.

## Małżeństwo i dzieci
Około 980 roku poślubił Richardę von Eppenstein. Miał z nią ośmioro dzieci:
- Henryk I Mocny (ok. 980 – 23 czerwca 1018) – margrabia Marchii Austriackiej w latach 994–1018,
- Judyta (982 – ok. 990),
- Ernest I Szwabski (983 – 31 maja 1015) – władca Szwabii w latach 1012–1015,
- Adalbert I – (985–1055) – margrabia Marchii Austriackiej w latach 1018–1055
- Poppo arcybiskup Trewiru (986–1047) – arcybiskup Trewiru w latach 1016–1047
- Kunegunda (987–995),
- Emma (990–1025), żona Ratpoto von Diessen,
- Krystyna (992 – ok. 1030)[1]